# Віллард (Міссурі)
Віллард (англ. Willard) — місто (англ. city) в США, в окрузі Грін штату Міссурі. Населення — 6344 особи (2020).

## Географія
Віллард розташований за координатами 37°17′40″ пн. ш. 93°25′0″ зх. д. / 37.29444° пн. ш. 93.41667° зх. д. (37.294362, -93.416684).  За даними Бюро перепису населення США в 2010 році місто мало площу 15,34 км², уся площа — суходіл.

## Демографія
Згідно з переписом 2010 року, у місті мешкало 5288 осіб у 1901 домогосподарстві у складі 1455 родин. Густота населення становила 345 осіб/км².  Було 2038 помешкань (133/км²).
Расовий склад населення:
| - 96,4 % — білих - 0,9 % — чорних або афроамериканців - 0,6 % — корінних американців - 0,1 % — вихідців з тихоокеанських островів - 0,1 % — азіатів |

До двох чи більше рас належало 1,8 %. Частка іспаномовних становила 1,8 % від усіх жителів.
За віковим діапазоном населення розподілялося таким чином: 30,7 % — особи молодші 18 років, 59,1 % — особи у віці 18—64 років, 10,2 % — особи у віці 65 років та старші. Медіана віку мешканця становила 32,2 року. На 100 осіб жіночої статі у місті припадало 93,9 чоловіків;  на 100 жінок у віці від 18 років та старших — 86,5 чоловіків також старших 18 років.
Середній дохід на одне домашнє господарство  становив 52 610 доларів США (медіана — 45 305), а середній дохід на одну сім'ю — 59 213 долари (медіана — 55 444). Медіана доходів становила 40 651 долар для чоловіків та 35 316 доларів для жінок. За межею бідності перебувало 10,4 % осіб, у тому числі 14,5 % дітей у віці до 18 років та 12,2 % осіб у віці 65 років та старших.
Цивільне працевлаштоване населення становило 2498 осіб. Основні галузі зайнятості: освіта, охорона здоров'я та соціальна допомога — 27,3 %, роздрібна торгівля — 11,6 %, транспорт — 10,0 %, виробництво — 9,8 %.